# Benjamin Abram
Pour les articles homonymes, voir Abram.
Benjamin Abram (Marseille, 23 septembre 1846–Aix-en-Provence, 30 avril 1938) est né dans une famille juive. Avocat de profession, il exerce plusieurs mandats politiques, dont celui de maire d'Aix-en-Provence, de 1888 à 1896. Il cesse toute activité politique à la suite de l'affaire Dreyfus, en 1898, et se consacre alors exclusivement à son métier d'avocat. Il meurt à Aix-en-Provence en 1938.

## Biographie
À sa naissance, ses parents, Abraham Abram, négociant, et Précieuse Bédarride, vivent au no 17 de la rue Nationale de Marseille. Après ses études au lycée Thiers de Marseille, le jeune Benjamin part vivre à Aix-en-Provence.
Il se destine à une carrière d'avocat. Ses sujets de doctorat sont De la subrogation à l'hypothèque légale de la femme mariée, en droit français et Le Gage et l'Hypothèque, en droit romain.
Le 6 septembre 1882, il épouse Esther Baze à Avignon. Il leur naît, à Aix, deux enfants : Samuel Élie Paul le 14 août 1883, et Maurice David Joseph le 4 septembre 1887.
Inscrit au barreau d'Aix dès 1866, il exerce la fonction de bâtonnier de 1885 à 1887.

### Carrière politique
Républicain et franc-maçon au sein de la loge les Arts et l'Amitié, il entame alors une carrière politique et devient en 1886 président du Conseil général, après avoir été nommé conseiller général du canton de Lambesc de 1880 à 1898, date à laquelle il cède la place à Louis Alexis.
Ses compétences lui permettent d'être élu à la mairie d'Aix le 13 mai 1888 au scrutin de ballotage, par 2 311 voix contre 2 100 à la liste conservatrice. Il reste à ce poste jusqu'au 15 mai 1896, après une réélection le 1er mai 1892.
Dans le même temps, il est membre du Conseil académique.
En 1898, il se retire définitivement de la vie politique. Il a 52 ans. On le dit alors très affecté par l'affaire Dreyfus, Aix comptant de nombreux anti-dreyfusards influents.
Chevalier de la Légion d'honneur en 1887, il a laissé son nom à une artère d'Aix, située au bas du boulevard du Roi-René.

## Décoration
- Chevalier de la Légion d'honneur (1887)